# Makedonia (thema)

Il thema della Makedonia nel 1045.

Makedonia fu uno dei themata dell'Impero Bizantino.

## Estensione del thema della Makedonia
Questo thema si sviluppava attorno ad Adrianopoli, che ne era il capoluogo. Durante il X secolo era decimo su trentuno in ordine di importanza nell'Impero Bizantino, e forniva principalmente unità di arcieri. Lo strategos riceveva trenta libbre d'oro all'anno.
Il territorio fu in seguito perduto dai Bizantini in favore del regno dei Serbi. Fu l'Imperatrice Irene d'Atene nel 789 (o 787) a riconquistare il territorio, grecizzandolo, e creando così il nuovo Thema della Makedonia, unendolo a quello di Tracia.

## Storia della Makedonia
Questo thema fu occupato dall'Impero Latino per la prima volta dopo la caduta di Costantinopoli, per mano crociata, nel 1204. In seguito l'Impero Bizantino riuscì a riconquistare Costantinopoli ed a riprendersi anche molti territori della Grecia tra cui la Makedonia stessa. Essa cadrà nuovamente per mano ottomana, divenendo la capitale del loro impero, fino a quando gli ottomani non conquistarono Costantinopoli.